# 616 a.C.
Il 616 a.C. (DCXVI a.C. in numeri romani) è un anno  del VII secolo a.C.

## Eventi
- Tarquinio Prisco diviene il quinto re di Roma.

Inizio della monarchia Etrusca a Roma

## Morti
- Anco Marzio, sovrano romano